# Kalulushi
Kalulushi es una ciudad y un distrito en el norte de Zambia. Se estableció en 1953 como una ciudad de empresa para los trabajadores de la minería del cobre y cobalto que se realizaba cerca de Chibuluma. Se convirtió en una ciudad pública en 1958.
Está localizada a 14 kilómetros al oeste de Kitwe que es la estación de tren más cercana a una altitud de 1260 metros. La empresa que emplea a la mayoría de la población es ZCCM (Zambia Consolidated Copper Mines). La reserva forestal Chati al oeste de la ciudad tiene grandes plantaciones de eucalipto, pino tropical y otras especies exóticas vegetales que proveen de madera a la industria de la minería.
En el censo del año 2000 tenía una población de 75.806 habitantes. 
- Datos: Q1014130
- Multimedia: Kalulushi / Q1014130